# Henry Joseph Shindika
Henry Joseph Shindika, né le 3 novembre 1985 à Mwanza, est un footballeur tanzanien, évoluant au poste de milieu de terrain dans le club norvégien de Kongsvinger IL.

## Palmarès
- Vainqueur de la Coupe CECAFA des nations en 2010 avec la Tanzanie